# Raon-aux-Bois
Raon-aux-Bois là một xã ở tỉnh Vosges, vùng Grand Est, Pháp. Xã này có diện tích 24,05 km² dân số năm 1999 là 1010 người. Xã này nằm ở khu vực có độ cao từ 385–591 m trên mực nước biển. 
Người dân địa phương danh xưng tiếng Pháp là Raonnais.

## Biến động dân số
| 1962                                         | 1968 | 1975 | 1982 | 1990 | 1999 |
| -------------------------------------------- | ---- | ---- | ---- | ---- | ---- |
| 541                                          | 630  | 598  | 820  | 1061 | 1010 |
| Số liệu từ năm 1962: Dân số không tính trùng |      |      |      |      |      |